# 사쓰마정
사쓰마정(일본어: さつま町)은 일본 가고시마현 북부 내륙 지역에 있는 사쓰마군의 정이다.

## 지리
가고시마현 중북부 내륙 지역에 위치한다.

### 인접한 자치체
- 사쓰마센다이시
- 이사시
- 이즈미시
- 기리시마시
- 아이라군 아이라정·유스이정

## 역사
- 2005년 3월 22일 - 미야노조정(宮之城町), 쓰루타정(鶴田町), 사쓰마정(薩摩町)이 합병해 탄생했다.

## 교통

### 도로
- 국도 267호선
- 국도 328호선
- 국도 504호선